# Belafonte
| Recensione | Giudizio |
| ---------- | -------- |
| AllMusic   |          |

Belafonte è il secondo album discografico del cantante statunitense Harry Belafonte, pubblicato dalla casa discografica RCA Victor Records nel febbraio del 1956.
L'album raggiunge la prima posizione nella Billboard 200 per sei settimane vincendo il disco d'oro.
L'album vede la partecipazione di Bud Shank, Jimmy Giuffre, Buddy Childers alla tromba, Maynard Ferguson ed il Coro Norman Luboff.

## Tracce

### LP
Lato A
1. Water Boy – 3:42 (Avery Robinson)
2. Troubles – 3:38 (Harry Belafonte)
3. Suzanne (Every Night When the Sun Goes Down) – 3:19 (Harry Belafonte, Millard Thomas)
4. Matilda – 3:34 (Harry Thomas)
5. Take My Mother Home – 6:00 (Hall Johnson)

Lato B
1. Noah – 4:53 (Harry Belafonte, William Attaway)
2. Scarlet Ribbons (for Her Hair) – 3:13 (Jack Segal, Evelyn Danzig)
3. In That Great Gettin' Up Mornin' – 3:15 (Norman Luboff, Harry Bellafonte)
4. Unchained Melody – 3:18 (Hy Zaret, Alex North)
5. Jump Down, Spin Around – 1:54 (Norman Luboff, Harry Belafonte, William Attaway)
6. Sylvie – 5:21 (Huddie Ledbetter, Paul Campbell)

## Musicisti
- Harry Belafonte – voce
- Bud Shank - sassofono
- Jimmy Giuffre - sassofono
- Buddy Childers - tromba
- Conte Candoli - tromba
- Maynard Ferguson - tromba
- Millard Thomas – chitarra (brani: Water Boy e Scarlet Ribbons)
- Tony Scott and His Orchestra (brani: Troubles e Matilda)
- The Norman Luboff Choir (brani: Noah, In That Great Gettin' Up Mornin', Jump Down, Spin Around e Sylvie)
- Tony Scott – direzione musicale

Note aggiuntive
- Henri René – produttore
- Registrazioni effettuate dal 10 al 19 agosto 1955 al Radio Recorders Studio di Hollywood (California)
- William Attaway – note retrocopertina album originale [5]